# 潮陽洞摩崖造像
潮陽洞摩崖造像，位於重慶市大足區珠溪鎮馬王村（舊沙壩鄉馬王村）東南1.5公里，雕刻於宋代，原為東漢六朝的崖墓，共12座，分佈於長31米、寬19米的岩壁上。其中，7、9、12號墓被後代改鑿為佛教石刻，造像內容有佛、羅漢、觀音及天王。10號墓有題記：□曆開□保榮昌□□□□信士王修造朝陽洞記。
1986年1月22日公布為大足縣文物保護單位，2020年12月7日公布為大足區文物保護單位。